# South African Open 1986
Il South African Open 1986 è stato un torneo di tennis giocato cemento indoor. È stata la 10ª edizione del torneo che fa parte del Nabisco Grand Prix 1986. Il torneo si è giocato a Johannesburg in Sudafrica dal 17 al 23 novembre 1986.

## Campioni

### Singolare maschile
Amos Mansdorf ha battuto in finale  Matt Anger con il punteggio di 6–3, 3–6, 6–2, 7–5

### Doppio maschile
Mike De Palmer /  Christo van Rensburg hanno battuto in finale  Andrés Gómez /  Sherwood Stewart con il punteggio di 3–6, 6–2, 7–6